# Мортара
Морта̀ра (на италиански: Mortara, на местен диалект: Murtera, Муртера) е град и община в Северна Италия, провинция Павия, регион Ломбардия. Разположен е на 101 m надморска височина. Населението на общината е 15 745 души (към 2010 г.).